# Taxus cuspidata
Taxus cuspidata és una espècie de conífera de la família Taxaceae nadiua del Japó, Corea, Manxúria i l'extrem oriental de Sibèria.

## Descripció
És un arbust o arbret perennifoli de fins a 10 metres d'alçada, de copa densa i arrodonida, d'aspecte molt més robust que el teix europeu (Taxus baccata) de ramificació estesa a ascendent i branquillons rogencs. L'escorça és esquamosa, prima, es desprèn amb facilitat del tronc en tires i és de color bru-rogenc. Les fulles, són lanceolades, lleugerament falciformes, planes, de color verd fosc, d'1-3 cm de llarg per 2-3 mm d'amplada, rígides i amb espines d'un mil·límetre situades a l'àpex; es disposen en espiral, però amb les bases foliars retorçades per alinear les fulles en dues fileres aplanades a banda i banda de la tija. Les gemmes són grosses d'uns 4 mm, i de color marró. Els cons masculins són globosos d'uns 3 mm de diàmetre. Cada estròbil, conté una sola llavor de 4-8 mm de llarg envoltat en part per un receptable modificat en forma de baia vermella flonja i brillant, anomenada aril, de 8–12 mm de llarg i oberta al final. Els arils maduren entre 6 i 9 mesos després de la pol·linització. Llavors de forma ovalada, de 5 a 6 mm de llarg per 4-4,5 d'amplada.
En la seva zona de distribució nativa, apareix en boscos mixts de coníferes o boscos mixts de coníferes i frondoses dels estatges basals i montà (dels 100 als 1600 msnm) sobre sòls de litologia granítica, esquistosa o serpentina, de lleugerament àcids a lleugerament bàsics i ben drenats.

## Usos
És una espècie (sobretot la varietat nana i tots els seus cultivars) molt utilitzada en jardineria i paisatgisme al Japó i Nord-amèrica (introduïda en la primera meitat del segle xix), per les seves qualitats: és molt tolerant a l'ombra, les gelades, la sequera moderada i a la pol·lució, té un creixement ràpid. Tanmateix té un important inconvenient, la seva elevada toxicitat de tots els seus teixits, fet que pot provocar problemes amb la fauna o amb animals domèstics. Al Japó la seva fusta era molt apreciada per a la construcció, ebenisteria, botes, esclops entre altres usos. Degut a la seva riquesa en diferents metabolits secundaris antigament s'ha utilitzat com a abortiu i antidiabètic.

## Galeria

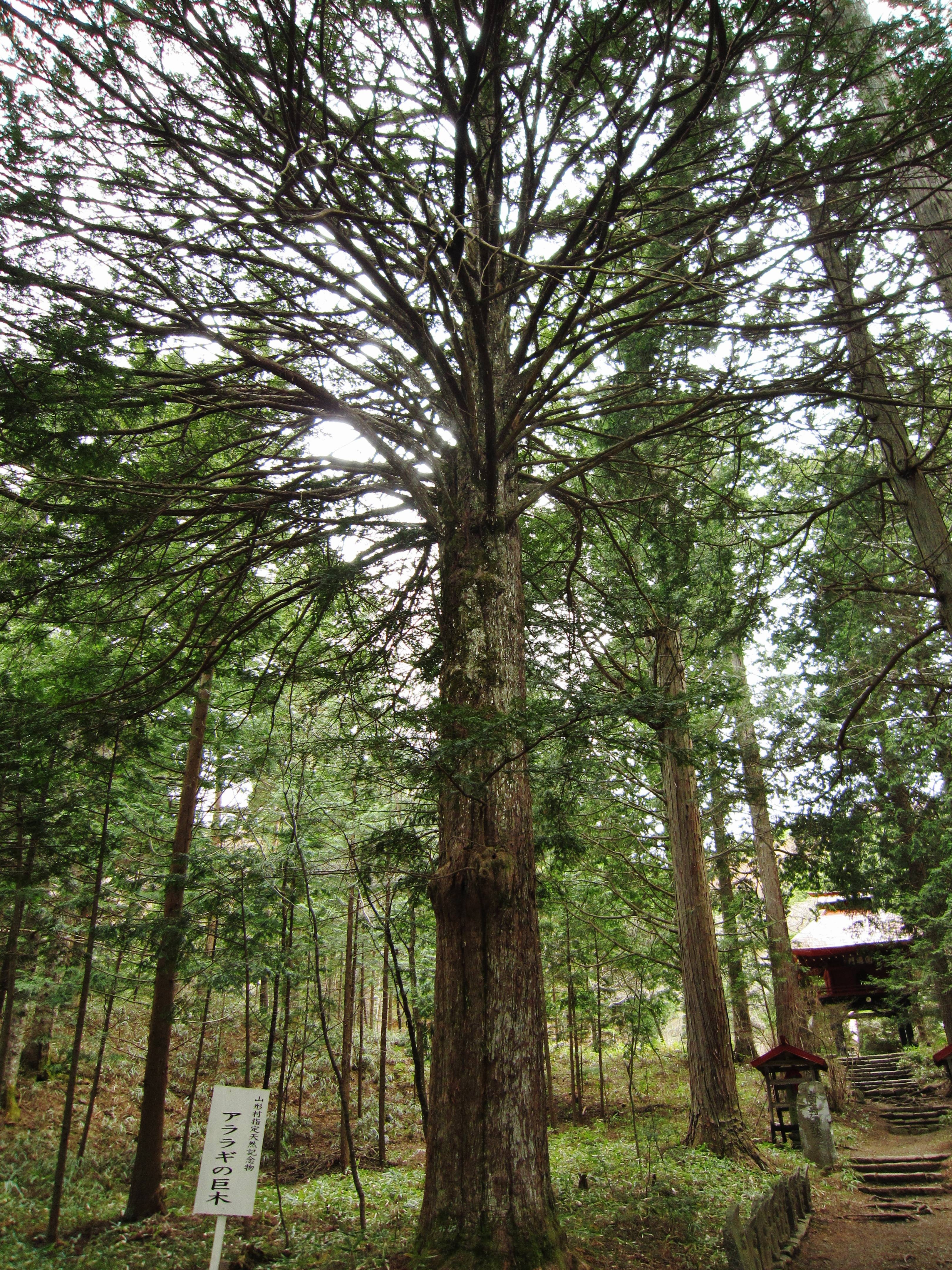
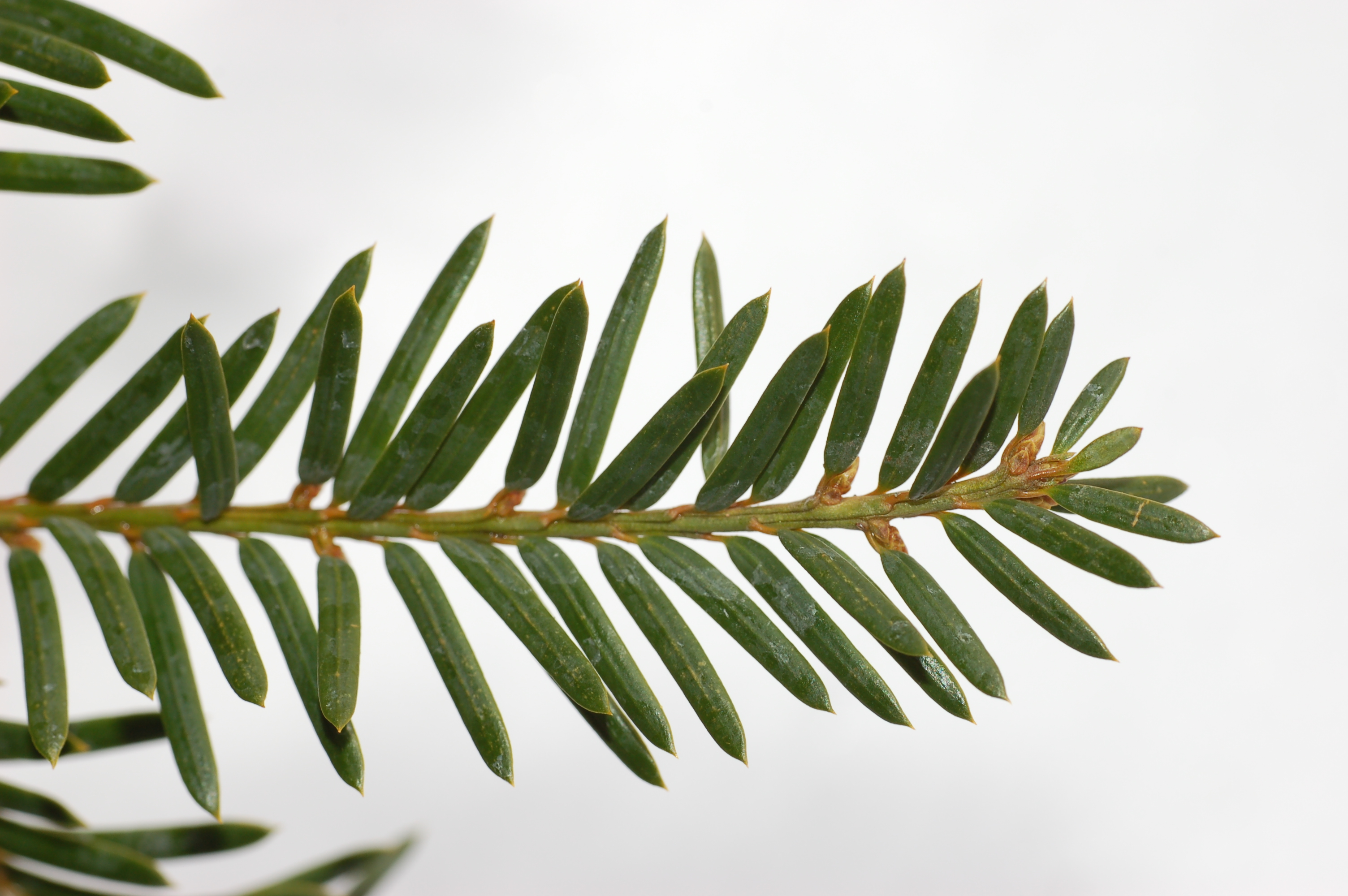
Vista de les fulles i la tija
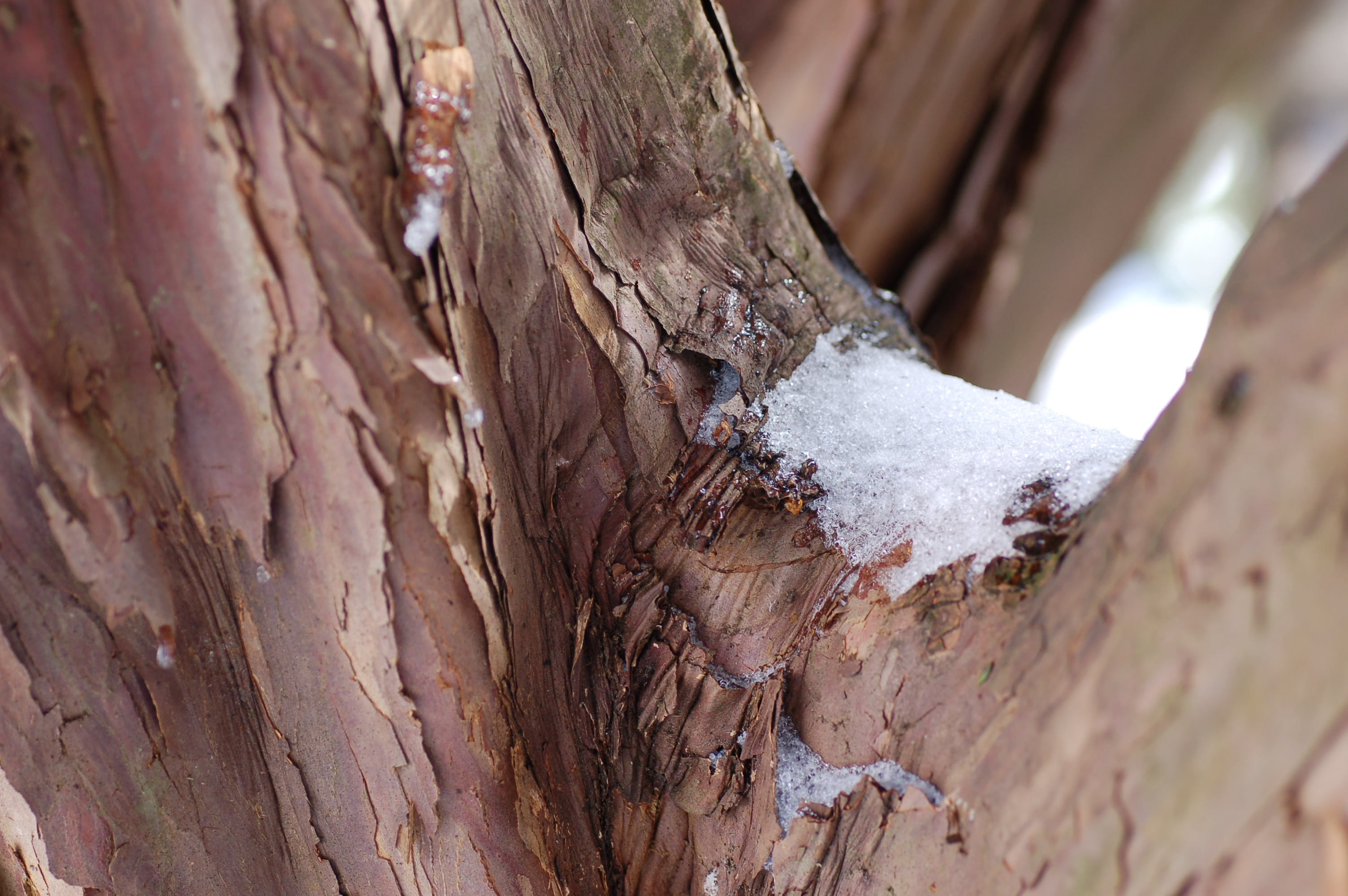
Detall de l'escorça
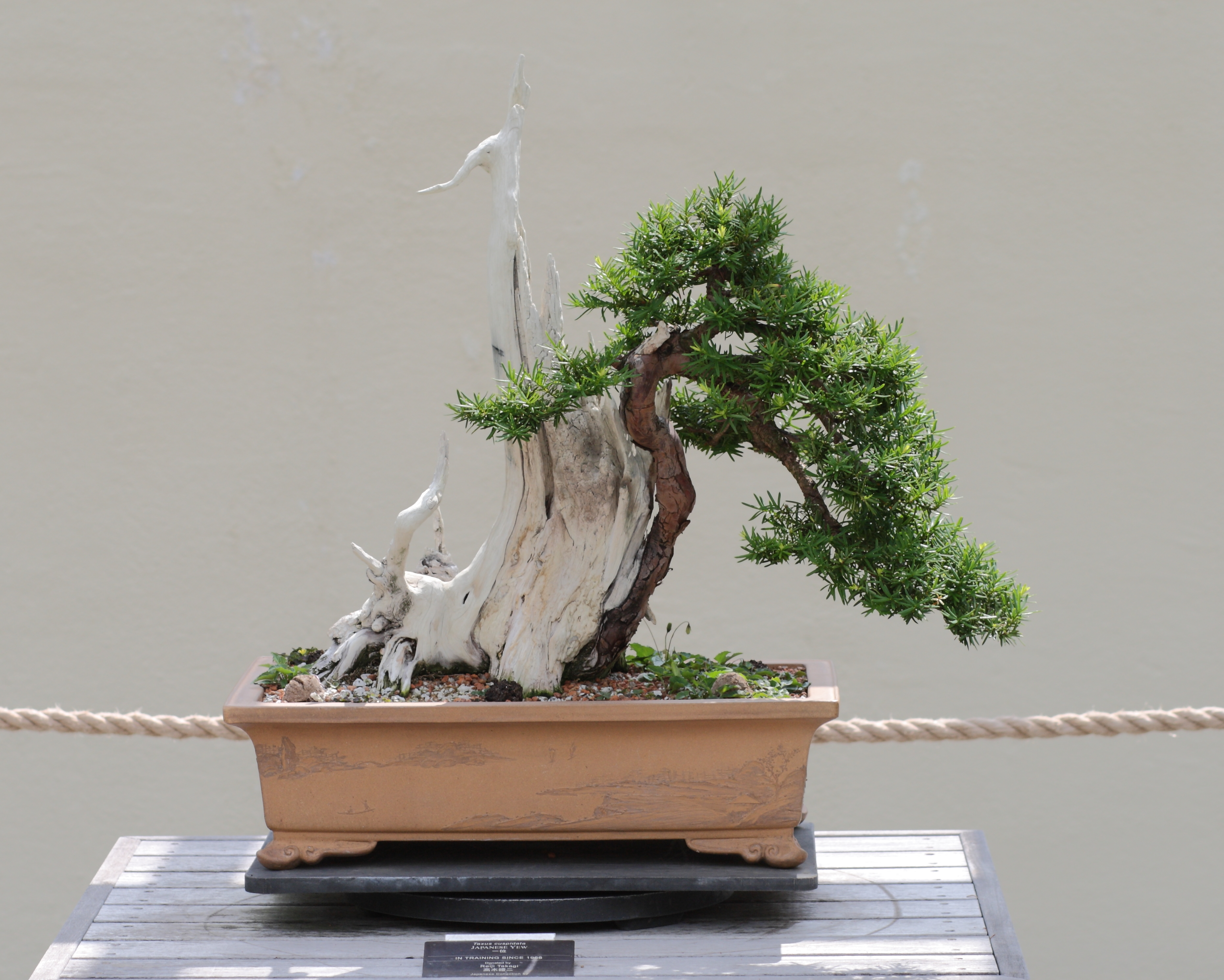
En forma de bonsai
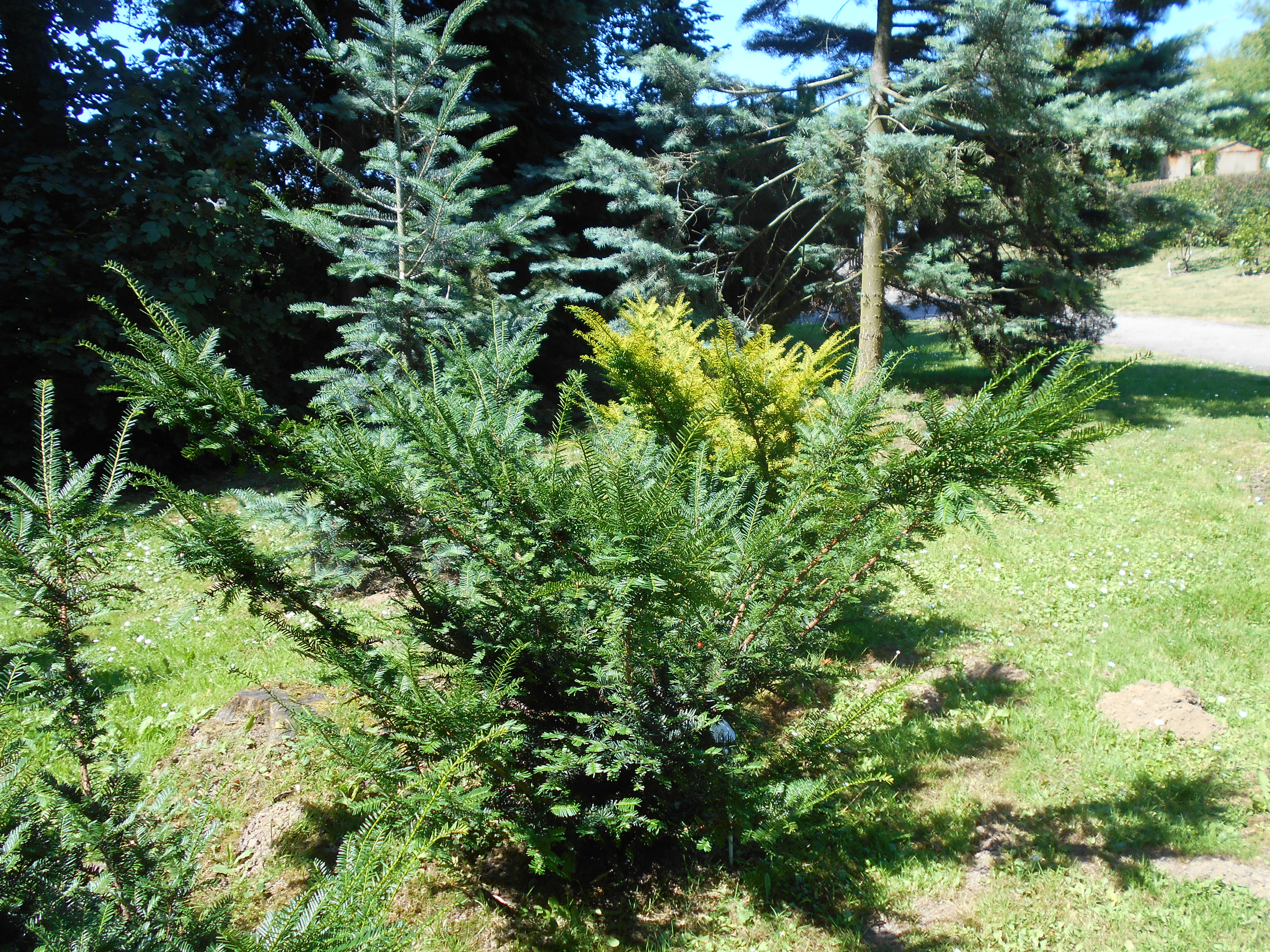
Varietat 'nana'

## Taxonomia

### Varietats i cultivars
Degut al seu ús en la jardineria i cultiu en zones on hi es present el teix europeu, s'ha descrit el teix de Hicks (Taxus x media), l'híbrid entre el teix europeu i el Taxus cuspidata. Es distingeix perquè té unes fulles menys coriàcies, lleugerament groguenques pel revers i l'espina apical és més petita. El seu fruit és relativament més gros. Actualment l'única varietat de Taxus cuspidata acceptada és T. cuspidata var. nana. un arbust de dimensions petites i molt utilitzat en la jardineria.

### Sinonímia
- Cephalotaxus umbraculifera Siebold ex Endl.
- Taxus baccata subsp. cuspidata (Siebold & Zucc.) Pilg.
- Taxus baccata var. cuspidata (Siebold & Zucc.) Carrière
- Taxus baccata var. latifolia Pilg.
- Taxus baccata var. microcarpa Trautv.
- Taxus biternata Spjut
- Taxus caespitosa Nakai
- Taxus umbraculifera (Siebold ex Endl.) C.Lawson
- Taxus umbraculifera var. microcarpa (Trautv.) Spjut[4]